# میلاوانا ایهالاگاما
میلاوانا ایهالاگاما (به لاتین: Millawana Ihalagama) یک منطقهٔ مسکونی در سری‌لانکا است که در استان مرکزی (سری‌لانکا) واقع شده‌است.